# 乍得—以色列關係
乍得－以色列關係（法語：Relations entre Israël et le Tchad，希伯來語：‎）是指乍得共和國和以色列國之間历史上与现代的双边關係。兩國均為聯合國成員。

## 歷史

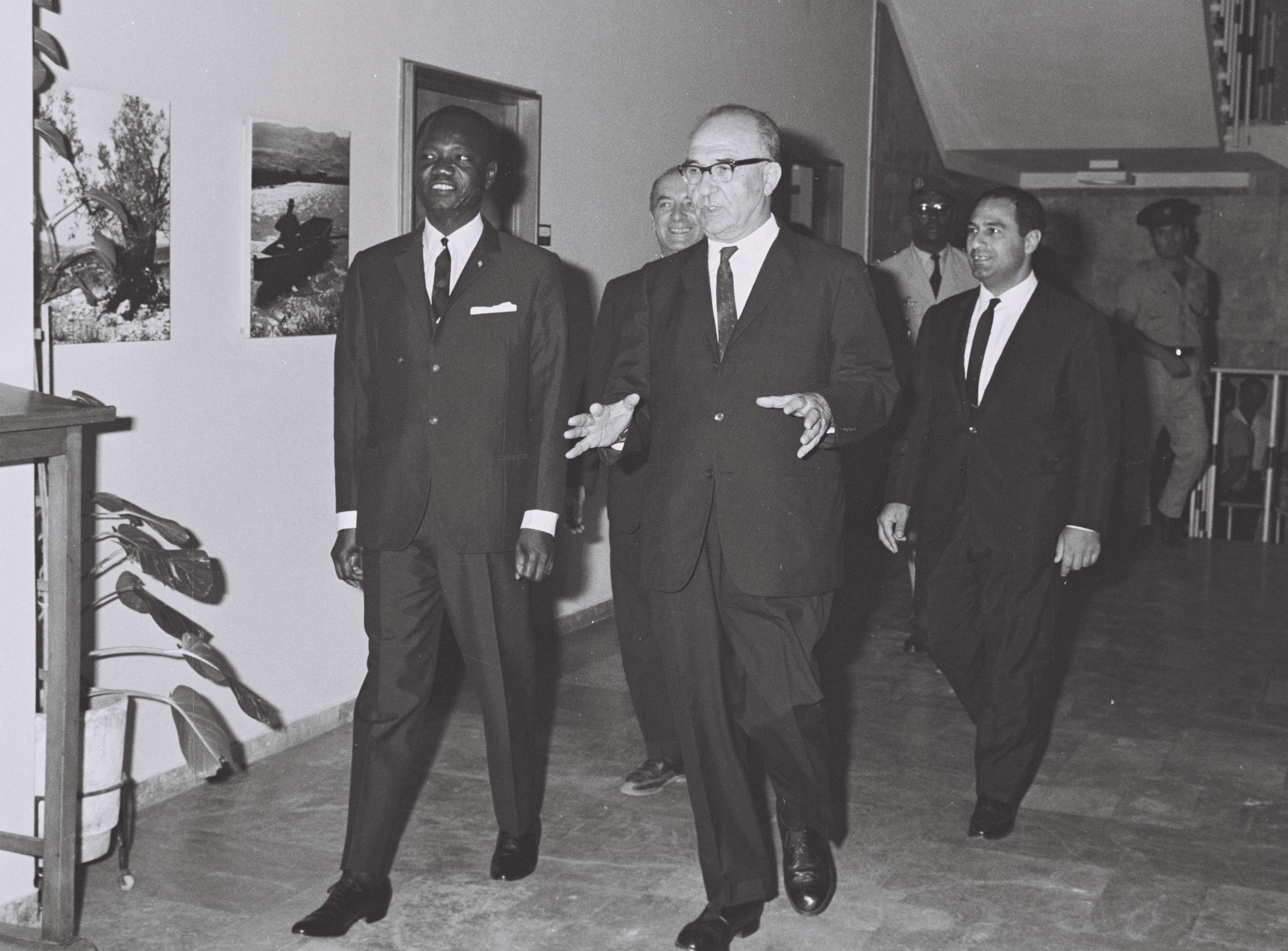
乍得總統弗朗索瓦·托姆巴巴耶與以色列總理列维·艾希科尔。攝於 1965年。

1960年，以色列给予脱离法國獨立的乍得外交承认。1961年1月10日，兩國首次建立邦交。1962年，以色列在乍得首都拉梅堡建立大使館。自此，兩國均維持良好關係，乍得總統弗朗索瓦·托姆巴巴耶甚至在1965年國事訪問以色列。
1972年，南撒哈拉國家相继與以色列斷交，加上邻国利比亞元首穆阿迈尔·卡扎菲的施壓，乍得在同年11月與以色列斷交。断交后，兩國仍然維持非正式關係，以色列更據報在乍得內戰期间向乍得政府軍售賣軍火。进入21世纪，以色列亦向乍得提供武器和金援，協助政府清剿北方的叛軍。
2016年7月，以色列外交部總司長（總幹事）高多雷到訪乍得北部法达的總統官邸，與查德總統伊德里斯·代比舉行會面。2018年11月，代比官式訪問以色列。訪問期間，代比與以色列總理本雅明·内塔尼亚胡和總統鲁文·里夫林舉行會面，兩國均表示有興趣恢復邦交，代比亦有討論內塔尼亞胡國事訪問乍得的可能性。
2019年1月，內塔尼亞胡官式訪問乍得首都恩賈梅納，並於代比舉行會面。雙方在會後簽署數項雙邊協議，並宣布恢復中斷47年的外交關係。雙方並沒有公佈協議的詳細內容，但乍得安全部隊則宣稱以色列同意向查德政府提供武器，以打擊北部的伊斯蘭武裝分子。以色列總理形容協議對兩國而言是一個歷史時刻。《耶路撒冷郵報》記者赫伯·基宁批評乍得將可以透過以色列更加接近美國的情報和技術。
2019年1月20日，聯合國駐馬里維和部隊位於阿蓋洛克的基地遭到武裝分子襲擊，造成10名聯合國駐乍得維和部隊人員身亡，另外25人受傷。當時武裝分子駕駛著數輪武裝車輛前往基地，據知數名武裝分子也在襲擊中身亡。伊斯兰马格里布基地组织承認策劃襲擊，並表示襲擊是報復以色列總理內塔尼亞胡訪問乍得和以色列与乍得關係的正常化。聯合國秘書長安东尼奥·古特雷斯譴責襲擊，形容襲擊「經過精心策划」。
2023年1月，乍得过渡总统穆罕默德·代比出访以色列，在访以期间，代比造访了以色列情报部门摩萨德，与以色列国防部长约夫·加兰特举行会谈，并出席了乍得驻以色列大使馆的开幕仪式。不过以色列暂未在乍得重新开设大使馆，对乍得的外交业务由驻塞内加尔大使馆兼辖。